# GE U28B形ディーゼル機関車
GE U28Bは、1966年1月から1967年1月の間にゼネラル・エレクトリック(GE)が製造した4動軸の電気式ディーゼル機関車である。U25B（出力2,500馬力）をベースに出力を2,800馬力に向上したものであり、さらに出力を3,000馬力に向上させたU30Bに発展した。各形式一連の機関車の設計コンセプトについてはU25Bの項目を参照されたい。

## バリエーション
従前、GEは直流発電機と直流モーターを用いていたが、1966年5月、U28Bに交流発電機と整流器を搭載して試験を実施し、その結果を得て後期に製造されたものは交流発電機を搭載した。
初期のU28Bの車体形状は、U25Bの後期に製造されたものと同じである。後期のU28Bはショート・フードが若干短くなり、ロングフード端部のランボード上にあったステップがなくなり、周辺のハンドレールが直線状になった。

## 新製時の所有者
| 鉄道                                                                               | 両数 | 車両番号 |
| ---------------------------------------------------------------------------------- | ---- | -------- |
| シカゴ・バーリントン・アンド・クインシー鉄道                                       | 20   |          |
| ミルウォーキー鉄道(シカゴ・ミルウォーキー・セントポール・アンド・パシフィック鉄道) | 18   |          |
| シカゴ・ロック・アイランド・アンド・パシフィック鉄道                               | 42   |          |
| ゼネラル・エレクトリック(デモンストレーション用)                                   | 4    |          |
| グレート・ノーザン鉄道                                                             | 6    |          |
| ルイビル・アンド・ナッシュビル鉄道                                                 | 5    |          |
| ニューヨーク・セントラル鉄道                                                       | 2    |          |
| ノーフォーク・アンド・ウェスタン鉄道                                               | 30   |          |
| ピッツバーグ・アンド・エリー鉄道                                                   | 22   |          |